# Sein Bruder
Sein Bruder (Originaltitel: Son frère) ist ein französisches Filmdrama von Patrice Chéreau aus dem Jahr 2003. Es beruht auf dem gleichnamigen Roman von Philippe Besson.

## Handlung
Im Februar steht mit einem Mal Thomas vor der Tür seines jüngeren Bruders Luc. Beide Geschwister haben lange Zeit keinen Kontakt zueinander gehabt. Luc fühlte sich von Thomas im Stich gelassen, als er ihn dringend gebraucht hätte – er hatte sich vor der Familie als homosexuell geoutet. Luc hielt Thomas für einen Egoisten. Nun berichtet Thomas ihm, dass er an einer seltenen Blutkrankheit leidet. Er ist bereits seit zwei Jahren krank und wurde bisher von seiner Freundin Claire gepflegt. Nun hat er einen Rückfall erlitten und muss am nächsten Tag ins Krankenhaus. Thomas bittet Luc, mit ihm ins Hospital zu gehen. Hier bricht Thomas nach der Blutabnahme zusammen und muss reanimiert werden. Luc ist erschüttert.
Thomas hat eine Krankheit, bei der die Blutplättchen vom eigenen Organismus zerstört werden. Kleinere Wunden verheilen so nicht mehr schnell, sodass der Patient im Ernstfall verbluten könnte. Die Ärzte vermuten, dass die Milz die zerstörerische Kraft in Thomas’ Körper ist. Nachdem sich sein Zustand immer mehr verschlechtert, wird die Milz operativ entfernt. Es zeigt sich jedoch, dass nicht nur die Milz Ursache für die Zerstörung der Blutplättchen ist, sondern wahrscheinlich auch die Leber, die jedoch nicht entfernt werden kann. Die Ärztin versucht Thomas auf ein Leben ohne Blutplättchen vorzubereiten, ein Leben ohne Verletzungen, mit äußerster Vorsicht, jedoch auch der Möglichkeit, jederzeit eine schwere Hämorrhagie zu erleiden. Als Claire erkennt, dass Thomas seinen Bruder Luc in seiner Lage lieber um sich hat als sie, verlässt sie ihn. Auch sein Leiden und seine scheinbar emotionslose Akzeptanz seiner Lage haben Claire zu sehr belastet.
Thomas hat nach Wochen im Krankenhaus und keiner Aussicht auf Heilung genug. Er lässt sich aus dem Krankenhaus entlassen und unterschreibt eine Erklärung, in der er die Ärzte von ihrer Verantwortung entbindet. Mit seinem Bruder und seiner Mutter fährt er zum gemeinsamen Haus in der Bretagne. Ein alter Mann berichtet ihnen von den Strömungen des Meeres und wie sein Neffe vor langer Zeit vom Tauchen einfach nicht mehr an der Wasseroberfläche erschienen sei. Thomas erklärt Luc, wo er wie begraben werden will. Eines Tages ist Thomas’ Bett leer. Er ist in der Nacht davor nackt ins Wasser gestiegen und so lange ins Meer gegangen, bis die Wellen ihn verschluckt haben. Luc ahnt am nächsten Morgen, dass Thomas nicht wiederkommen wird. Seiner Mutter und Claire erzählt er, dass Thomas noch schlafe bzw. einen Spaziergang unternehme. Abends meldet er Thomas als vermisst. Der Polizist meint zu einem anderen, dass der Vermisste möglicherweise der Ertrunkene sei, den man mit einer Kopfwunde geborgen habe. Luc bleibt gefasst.

## Produktion
Sein Bruder erlebte am 11. Februar 2003 auf der Berlinale 2003 seine Premiere. In Frankreich wurde er erstmals am 15. Mai 2003 im Rahmen der Internationalen Filmfestspiele von Cannes gezeigt. Arte zeigte den Film am 15. Mai 2003 im Fernsehen; in den deutschen Kinos lief der Film am 6. November 2003 an und erschien 2004 auf DVD.
Die Handlung wird nicht chronologisch erzählt, sondern springt zwischen den Monaten eines Jahres hin und her: Die Reihenfolge, die später auch ohne Zeitangabe wechselt, ist Februar – Juli – März – August. Im Film ist Marianne Faithfulls Lied Sleep aus dem Jahr 1995 zu hören.

## Synchronisation
Die deutsche Synchronbearbeitung erfolgte durch die Neue Tonfilm München. Buch und Dialogregie stammen von Beate Klöckner.
| Rolle      | Darsteller        | Synchronsprecher |
| ---------- | ----------------- | ---------------- |
| Thomas     | Bruno Todeschini  | Jacques Breuer   |
| Luc        | Eric Caravaca     | Pascal Breuer    |
| Mutter     | Antoinette Moya   | Uschi Wolff      |
| Vater      | Fred Ulysse       | Franz Rudnick    |
| Claire     | Nathalie Boutefeu | Irina Wanka      |
| alter Mann | Maurice Garrel    | Werner Uschkurat |

## Kritik
Der film-dienst nannte Sein Bruder eine „komplexe filmische Studie über die körperliche Existenz des Menschen und ihre Hinfälligkeit“. Der Film spanne aufgrund seiner „große[n] Intensität sowie seine[r] formale Radikalität […] ein weites Assoziationsnetz auf, wobei er eindringlich von der Würde des Humanen handelt.“
Für Cinema war der Film eine „einfühlsam und überzeugend gespielte, aber streckenweise zu langatmige Tragödie“, die die Charaktere jedoch nur unzureichend charakterisiere und wenig Hoffnung verbreite. „‚Sein Bruder‘ sucht nach den Veränderungen, die eine Krankheit verursacht – physisch und psychisch. Unprätentiös und mit nachsichtiger Sachlichkeit erkundet der Film sein Thema“, schrieb Der Spiegel.

## Auszeichnungen
Patrice Chéreau wurde auf der Berlinale 2003 mit dem Silbernen Bären für die Beste Regie ausgezeichnet. Bruno Todeschini erhielt 2004 den Prix Lumières als Bester Darsteller. Zudem war er 2004 für einen César in der Kategorie Bester Hauptdarsteller und 2003 für den Europäischen Filmpreis als Bester Darsteller nominiert.